# Список номинантов на Нобелевскую премию по литературе (З — Н)

## Процедура номинирования и отбора

### Номинирование
Ежегодно в сентябре Нобелевский комитет по литературе направляет письма-приглашения и номинационные формы 600-700 лицам и организациям, которые имеют право выдвигать номинантов на соискание премии. Согласно уставу Нобелевского фонда, предлагать кандидатуры для награждения могут следующие лица:
- члены Шведской академии, а также других академий, институтов и обществ с аналогичными целями и структурой;
- профессора литературы и лингвистики различных университетов и университетских колледжей;
- лауреаты Нобелевской премии по литературе;
- председатели авторских сообществ (союзов писателей), представляющих литературное творчество в своих странах.

Те, кто не получил приглашения, но соответствуют требованиям к номинаторам, также могут представить свои предложения по кандидатурам. Номинирование самих себя строго запрещено.
Заполненные формы должны быть получены Нобелевским комитетом не позднее 31 января следующего года. Члены комитета проверяют номинации и представляют список на утверждение Шведской Академии.

### Отбор
Оценку заявок и отбор кандидатов производит Нобелевский комитет по литературе. Из их числа Шведская Академия выбирает лауреатов.
В апреле после тщательного изучения номинаций комитет отбирает 15-20 имён для рассмотрения Академией в качестве предварительных кандидатов. В мае комитет сокращает этот список до пяти приоритетных номинантов. Летом члены Академии читают и оценивают произведения финалистов, а в сентябре обсуждают ценность их вклада в литературу. В это же время Нобелевский комитет занимается подготовкой отчётов по каждому из кандидатов.
В начале октября Шведская Академия выбирает лауреата Нобелевской премии по литературе. Победитель должен получить больше половины голосов академиков. После этого объявляется имя нобелевского лауреата.
Церемония вручения Нобелевских премий проходит 10 декабря в Стокгольме. Лауреаты получают свои награды, включающие в себя Нобелевскую медаль, диплом и денежное вознаграждение.

## Запрет на разглашение
При вручении награды известны только имена лауреатов. Имена номинантов публично не объявляются, и претендентам о факте выдвижения не сообщается. Эта информация является секретной. Устав Нобелевского Фонда запрещает публично или в частном порядке разглашать любые сведения о номинациях и мнениях, высказанных членами Нобелевского комитета, в течение 50 лет.
На сегодняшний день на официальном сайте премии доступны сведения о номинантах с 1901 по 1971 годы. Также представлена информация из архивов Шведской Академии за 1962—1966 годы, включающая в себя шорт-листы кандидатов и выдержки из отчётов Нобелевского комитета.

## Список номинантов по алфавиту
| А | Б | В | Г | Д | Ж | З | И | Й | К | Л | М | Н | О | П | Р | С | Т | У | Ф | Х | Ц | Ч | Ш | Э |

### З
| Год  | Номинатор                                                                          | Код номинации |
| ---- | ---------------------------------------------------------------------------------- | ------------- |
| 1922 | Адольф Нурен (1854—1925) Швеция Шведская академия                                  | 12-0          |
| 1922 | За его рассказы о гетто Оригинальный текст (англ.)For his stories about the Ghetto |               |

| Год  | Номинатор                                                                   | Код номинации |
| ---- | --------------------------------------------------------------------------- | ------------- |
| 1901 | Марселен Бертло (1827—1907) Франция Французская академия                    | 1-0           |
| 1901 | За его творчество в целом Оригинальный текст (англ.)For his work in general |               |
| 1902 | Марселен Бертло (1827—1907) Франция Французская академия                    | 5-0           |

### И
| Год  | Номинатор                                                               | Код номинации |
| ---- | ----------------------------------------------------------------------- | ------------- |
| 1902 | Аксель Эрдман (1843—1926) Швеция Уппсальский университет                | 34-0          |
| 1903 | Лоренц Дитрихсон (1834—1917) Норвегия Королевский университет Фредерика | 18-0          |
| 1904 | Якоб Минор (1855—1912) Австрия Венский университет                      | 9-0           |

| Год  | Номинатор                                                 | Код номинации |
| ---- | --------------------------------------------------------- | ------------- |
| 1922 | Натан Сёдерблум (1866—1931) Швеция Шведская академия 1930 | 13-0          |
| 1923 | Натан Сёдерблум (1866—1931) Швеция Шведская академия 1930 | 19-0          |
| 1929 | Натан Сёдерблум (1866—1931) Швеция Шведская академия 1930 | 18-0          |

| Год  | Номинатор                                                                       | Код номинации |
| ---- | ------------------------------------------------------------------------------- | ------------- |
| 1918 | Чешская академия наук и искусств Чехия                                          | 5-0           |
| 1919 | Члены Чешской академии наук и искусств Чехословакия                             | 6-0           |
| 1920 | Президент и генеральный секретарь Чешской академии наук и искусств Чехословакия | 6-0           |
| 1921 | Члены Чешской академии наук и искусств Чехословакия                             | 11-0          |
| 1930 | Йозеф Зубатый (1855—1931) Чехословакия Чешская академия наук и искусств         | 19-0          |
| 1930 | Ян Новак (1872—1933) Чехословакия Чешская академия наук и искусств              | 19-1          |

### Й
| Год  | Номинатор | Код номинации |
| ---- | --- | ------------- |
| 1902 | Уильям Лекки (1838—1903) Ирландия Институт Франции | 15-0          |
| 1902 | За поэму «Странствия Ойсина» (1889), пьесы «Графиня Кэтлин» (1892), «Страна сердечного желания» (1894) Оригинальный текст (англ.)«The Wanderings of Oisin» (1889), «The Countess Cathleen» (1892), «The Land of Heart's Desire» (1894) |               |
| 1914 | Джордж Планкетт (1851—1948) Ирландия Королевское литературное общество | 15-0          |
| 1915 | Пер Хальстрём (1866—1960) Швеция Шведская академия | 17-0          |
| 1918 | Пер Хальстрём (1866—1960) Швеция Шведская академия | 12-0          |
| 1921 | Эрик Аксель Карлфельдт (1864—1931) Швеция Шведская академия 1931 | 16-0          |
| 1922 | Нобелевский комитет Швеция | 17-0          |
| 1923 | Нобелевский комитет Швеция | 1-0           |

| Год  | Номинатор                                                                               | Код номинации |
| ---- | --------------------------------------------------------------------------------------- | ------------- |
| 1925 | Фредерик Поульсен (1876—1950) Дания Датская королевская академия наук и литературы      | 7-0           |
| 1926 | Фредерик Поульсен (1876—1950) Дания Датская королевская академия наук и литературы      | 1-0           |
| 1927 | Фредерик Поульсен (1876—1950) Дания Датская королевская академия наук и литературы      | 11-0          |
| 1928 | Фредерик Поульсен (1876—1950) Дания Датская королевская академия наук и литературы      | 10-0          |
| 1931 | Фредерик Поульсен (1876—1950) Дания Датская королевская академия наук и литературы      | 10-0          |
| 1931 | Антон Брёггер (1884—1951) Норвегия Норвежская академия наук                             | 10-1          |
| 1931 | Йоханнес Брёндум-Нильсен (1881—1977) Дания Копенгагенский университет                   | 10-2          |
| 1932 | Йоханнес Брёндум-Нильсен (1881—1977) Дания Копенгагенский университет                   | 5-0           |
| 1932 | Ханс Брикс (1870—1961) Дания Копенгагенский университет                                 | 5-1           |
| 1932 | Пауль Рубов (1896—1972) Дания Копенгагенский университет                                | 5-2           |
| 1933 | Фредерик Поульсен (1876—1950) Дания Датская королевская академия наук и литературы      | 8-0           |
| 1933 | Вильгельм Андерсен (1864—1953) Дания Датская королевская академия наук                  | 8-1           |
| 1933 | Йоханнес Брёндум-Нильсен (1881—1977) Дания Датская королевская академия наук            | 8-2           |
| 1933 | Ханс Брикс (1870—1961) Дания Копенгагенский университет                                 | 8-3           |
| 1934 | Йоханнес Брёндум-Нильсен (1881—1977) Дания Датская королевская академия наук            | 5-0           |
| 1935 | Карл Адольф Бодельсен (1894—1978) Дания Копенгагенский университет                      | 4-0           |
| 1935 | Ханс Брикс (1870—1961) Дания Копенгагенский университет                                 | 4-1           |
| 1935 | Йоханнес Брёндум-Нильсен (1881—1977) Дания Копенгагенский университет                   | 4-2           |
| 1935 | Вильгельм Андерсен (1864—1953) Дания Копенгагенский университет                         | 4-3           |
| 1936 | Вильгельм Андерсен (1864—1953) Дания Копенгагенский университет                         | 4-0           |
| 1936 | Карл Адольф Бодельсен (1894—1978) Дания Копенгагенский университет                      | 4-1           |
| 1936 | Фритьоф Брандт (1892—1968) Дания Копенгагенский университет                             | 4-2           |
| 1936 | Йоханнес Брёндум-Нильсен (1881—1977) Дания Копенгагенский университет                   | 4-3           |
| 1937 | Карл Адольф Бодельсен (1894—1978) Дания Копенгагенский университет                      | 8-0           |
| 1937 | Йоханнес Брёндум-Нильсен (1881—1977) Дания Копенгагенский университет                   | 8-1           |
| 1937 | Фрэнсис Булл (1887—1974) Норвегия Университет Осло                                      | 8-2           |
| 1937 | Йенс Тиис (1870—1942) Норвегия Норвежская академия наук                                 | 8-3           |
| 1937 | Эрнст Франдсен (1894—1952) Дания Орхусский университет                                  | 8-4           |
| 1937 | Петер Скаутруп (1896—1982) Дания Орхусский университет                                  | 8-5           |
| 1937 | Вильгельм Андерсен (1864—1953) Дания Копенгагенский университет                         | 8-6           |
| 1938 | Фрэнсис Булл (1887—1974) Норвегия Университет Осло                                      | 11-0          |
| 1938 | Карл Адольф Бодельсен (1894—1978) Дания Копенгагенский университет                      | 11-1          |
| 1938 | 7 номинаторов из Дании и Норвегии                                                       | 11-2          |
| 1939 | Вильгельм Андерсен (1864—1953) Дания Копенгагенский университет                         | 12-0          |
| 1939 | Йенс Тиис (1870—1942) Норвегия Норвежская академия наук                                 | 12-1          |
| 1939 | Карл Адольф Бодельсен (1894—1978) Дания Копенгагенский университет                      | 12-2          |
| 1939 | Сигурд Григ (1894—1973) Норвегия Норвежская академия наук                               | 12-3          |
| 1940 | Карл Адольф Бодельсен (1894—1978) Дания Копенгагенский университет                      | 5-0           |
| 1940 | Вильгельм Андерсен (1864—1953) Дания Копенгагенский университет                         | 5-1           |
| 1941 | Карл Адольф Бодельсен (1894—1978) Дания Копенгагенский университет                      | 7-0           |
| 1941 | Фредерик Поульсен (1876—1950) Дания Датская королевская академия наук и литературы      | 7-1           |
| 1941 | Вильгельм Седерсхёльд (1882—1959) Швеция Королевское общество искусств и наук, Гётеборг | 7-2           |
| 1942 | Вильгельм Андерсен (1864—1953) Дания Копенгагенский университет                         | 2-0           |
| 1942 | Карл Адольф Бодельсен (1894—1978) Дания Копенгагенский университет                      | 2-1           |
| 1942 | Хейнрих Бах (1905—1984) Дания Орхусский университет                                     | 2-2           |
| 1942 | Фрэнсис Булл (1887—1974) Норвегия Университет Осло                                      | 2-3           |
| 1942 | Фредерик Поульсен (1876—1950) Дания Датская королевская академия наук и литературы      | 2-4           |
| 1942 | Йенс Тиис (1870—1942) Норвегия Норвежская академия наук                                 | 2-5           |
| 1942 | Дидрик Сейп (1884—1963) Норвегия Норвежская академия наук                               | 2-6           |
| 1943 | Вильгельм Андерсен (1864—1953) Дания Копенгагенский университет                         | 6-0           |
| 1943 | Карл Адольф Бодельсен (1894—1978) Дания Копенгагенский университет                      | 6-1           |
| 1944 | Карл Адольф Бодельсен (1894—1978) Дания Копенгагенский университет                      | 5-0           |
| 1944 | Гарри Фетт (1875—1962) Норвегия Норвежская академия наук                                | 5-1           |

| Год  | Номинатор                                                                         | Код номинации |
| ---- | --------------------------------------------------------------------------------- | ------------- |
| 1926 | Ханс Брикс (1870—1961) Дания Датская королевская академия наук и литературы       | 2-0           |
| 1926 | Вальдемар Ведель (1865—1942) Дания Датская королевская академия наук и литературы | 2-1           |
| 1932 | Вигго Брёндаль (1887—1942) Дания Копенгагенский университет                       | 30-0          |
| 1942 | Клас Линдскуг (1870—1954) Швеция Лундский университет                             | 10-0          |
| 1950 | Кай Могенс Воэль (1895—1963) Дания Общество датских авторов                       | 46-0          |

### К
| Год  | Номинатор                                                 | Код номинации |
| ---- | --------------------------------------------------------- | ------------- |
| 1926 | Хасинто Бенавенте-и-Мартинес (1866—1954) Испания 1922     | 18-0          |
| 1926 | Пять членов Королевской академии испанского языка Испания | 18-0          |

| Год  | Номинатор | Код номинации |
| ---- | --- | ------------- |
| 1908 | Хосе Манрике (1846—1907) Венесуэла Венесуэльская академия языка                                                              | 2-0           |
| 1908 | За книгу «Три пессимистических поэта XIX века» (1907) Оригинальный текст (исп.)«Tres poetas pesimistas del siglo XIX» (1907) |               |

| Год  | Номинатор                                                                   | Код номинации |
| ---- | --------------------------------------------------------------------------- | ------------- |
| 1901 | Жоаким Коэльо де Карвальо (1855—1934) Португалия Лиссабонская академия наук | 24-0          |
| 1901 | За пьесу «Полночь» (1900) Оригинальный текст (порт.)«Meia-Noite» (1900)     |               |

| Год  | Номинатор                                                                                     | Код номинации |
| ---- | --------------------------------------------------------------------------------------------- | ------------- |
| 1902 | Антонио Фогаццаро (1842—1911) Италия Венецианский институт наук, словесности и искусств       | 16-1          |
| 1902 | Витторио Пунтони (1859—1926) Италия Болонский университет                                     | 16-2          |
| 1902 | За «Сочинения» (тт. 1—14, 1889—1902) Оригинальный текст (итал.)«Opere» (vol. 1—14, 1889—1902) |               |
| 1903 | Витторио Пунтони (1859—1926) Италия Болонский университет                                     | 3-0           |
| 1905 | Карл Бильдт (1850—1931) Швеция Шведская академия                                              | 4-1           |
| 1905 | Йохан Визинг (1855—1942) Швеция Гётеборгский университет                                      | 4-2           |
| 1906 | Уго Бальзани (1847—1916) Италия Академия деи Линчеи                                           | 8-1           |
| 1906 | Карл Бильдт (1850—1931) Швеция Шведская академия                                              | 8-2           |
| 1906 | Йохан Визинг (1855—1942) Швеция Гётеборгский университет                                      | 8-3           |
| 1906 | Родольфо Ренье (1857—1915) Италия Туринская академия наук                                     | 8-4           |

| Год  | Номинатор                                                                                                  | Код номинации |
| ---- | --- | ------------- |
| 1916 | Натан Сёдерблум (1866—1931) Швеция Шведская академия 1930                                                  | 22-0          |
| 1917 | Леопольд (Фриц) Леффлер (1847—1921) Швеция Шведская королевская академия словесности, истории и древностей | 11-1          |
| 1917 | Рубен Густафсон Берг (1876—1948) Швеция Стокгольмский университет                                          | 11-2          |
| 1918 | Леопольд (Фриц) Леффлер (1847—1921) Швеция Шведская королевская академия словесности, истории и древностей | 9-0           |
| 1919 | Карл Бильдт (1850—1931) Швеция Шведская академия                                                           | 9-0           |
| 1919 | Готтфрид Биллинг (1841—1925) Швеция Шведская академия                                                      | 9-1           |
| 1919 | Леопольд (Фриц) Леффлер (1847—1921) Швеция Шведская королевская академия словесности, истории и древностей | 9-2           |
| 1929 | Дидрик Сейп (1884—1963) Норвегия Норвежская академия наук и словесности                                    | 20-0          |
| 1929 | Ивар Альнес (1868—1956) Норвегия Норвежская академия наук и словесности                                    | 20-1          |
| 1931 | Натан Сёдерблум (1866—1931) Швеция Шведская академия 1930                                                  | 12-0          |

| Год  | Номинатор                                                          | Код номинации |
| ---- | ------------------------------------------------------------------ | ------------- |
| 1923 | Валтир Гудмундссон (1860—1928) Исландия Копенгагенский университет | 17-0          |
| 1924 | Валтир Гудмундссон (1860—1928) Исландия Копенгагенский университет | 14-0          |

| Год  | Номинатор | Код номинации |
| ---- | --- | ------------- |
| 1901 | Имре Пауэр (1845—1930) Венгрия Венгерская академия наук | 20-0          |
| 1901 | За книгу «Проект единой международной академии: Мировая академия» (1901) Оригинальный текст (нем.)«Entwurf einer internationalen Gesammt-Academie: Weltakademie» (1901) |               |
| 1902 | Густав Гейнрих (1845—1922) Венгрия Венгерская академия наук | 24-0          |
| 1902 | За книгу «Проект единой международной академии: Мировая академия» (1901) Оригинальный текст (нем.)«Entwurf einer internationalen Gesammt-Academie: Weltakademie» (1901) |               |

| Год  | Номинатор                                                                            | Код номинации |
| ---- | ------------------------------------------------------------------------------------ | ------------- |
| 1912 | Герхард Гран (1856—1925) Норвегия Норвежское королевское общество наук и литературы  | 25-0          |
| 1919 | Герхард Гран (1856—1925) Норвегия Норвежское королевское общество наук и литературы  | 7-0           |
| 1919 | Антон Брёггер (1884—1951) Норвегия Норвежское королевское общество наук и литературы | 7-1           |
| 1919 | Харри Фетт (1875—1962) Норвегия Норвежское королевское общество наук и литературы    | 7-2           |
| 1919 | Йенс Тиис (1870—1942) Норвегия Норвежское королевское общество наук и литературы     | 7-3           |
| 1920 | Герхард Гран(1856—1925) Норвегия Норвежское королевское общество наук и литературы   | 8-0           |
| 1926 | Стен Конов (1867—1948) Норвегия Норвежское королевское общество наук и литературы    | 14-0          |

| Год  | Номинатор                                                                  | Код номинации |
| ---- | -------------------------------------------------------------------------- | ------------- |
| 1903 | Эдвин Арнольд (1832—1904) Великобритания Университетский колледж (Оксфорд) | 22-0          |
| 1904 | Эдвин Арнольд (1832—1904) Великобритания Университетский колледж (Оксфорд) | 21-0          |
| 1905 | Уильям Лофти (1839—1911) Великобритания Английское Общество авторов        | 8-0           |
| 1907 | Чарльз Оман (1860—1946) Великобритания Оксфордский университет             | 7-0           |

| Год  | Номинатор                                                    | Код номинации |
| ---- | ------------------------------------------------------------ | ------------- |
| 1926 | Рене Базен (1853—1932) Франция Французская академия          | 9-0           |
| 1937 | Петер Роксет (1891—1945) Норвегия Университет Осло           | 10-0          |
| 1941 | Петер Роксет (1891—1945) Норвегия Норвежская академия наук   | 10-0          |
| 1950 | Яльмар Гулльберг (1898—1961) Швеция Шведская академия        | 9-0           |
| 1950 | Французский ПЕН-центр Франция                                | 9-1           |
| 1950 | Фернан Грег (1873—1960) Франция Французское общество авторов | 9-2           |
| 1951 | Коре Фосс (1895—1967) Норвегия Университет Осло              | 14-0          |
| 1955 | Эрик Линдер (1906—1994) Швеция Шведский ПЕН-центр            | 44-0          |

| Год  | Номинатор                                                             | Код номинации |
| ---- | --------------------------------------------------------------------- | ------------- |
| 1914 | Морис Метерлинк (1862—1949) Бельгия 1911                              | 10-0          |
| 1914 | Ряд профессоров Лейденского и Гронингенского университетов Нидерланды | 10-0          |
| 1915 | Пер Хальстрём (1866—1960) Швеция Шведская академия                    | 16-0          |
| 1925 | Голландские писатели и профессора Нидерланды                          | 1-0           |
| 1926 | Якоб Принсен (1866—1935) Нидерланды Амстердамский университет         | 12-0          |
| 1928 | Альберт Вервей (1865—1937) Нидерланды Лейденский университет          | 2-0           |

| Год  | Номинатор                                                     | Код номинации |
| ---- | ------------------------------------------------------------- | ------------- |
| 1913 | Пер Хальстрём (1866—1960) Швеция Шведская академия            | 25-0          |
| 1916 | Вальдемар Ведель (1865—1942) Дания Копенгагенский университет | 21-0          |

| Год  | Номинатор                                                                                     | Код номинации |
| ---- | --------------------------------------------------------------------------------------------- | ------------- |
| 1927 | Профессора                                                                                    | 7-0           |
| 1934 | Члены Австрийской академии наук                                                               | 4-0           |
| 1935 | Ганс-Фридрих Розенфельд (1899—1993) Германия Академия Або, Турку, Финляндия                   | 23-0          |
| 1936 | Ганс-Фридрих Розенфельд (1899—1993) Германия Академия Або, Турку, Финляндия                   | 23-0          |
| 1937 | Гейнц Киндерманн (1894—1985) Германия Высшая Техническая школа Данцига (ныне Гданьск, Польша) | 3-0           |

| Год  | Номинатор                                                                     | Код номинации |
| ---- | ----------------------------------------------------------------------------- | ------------- |
| 1902 | Антон Вульферт (1843—1918) Россия Александровская военно-юридическая академия | 3-0           |
| 1902 | За биографический очерк «Фёдор Петрович Гааз» (1897)                          |               |

| Год  | Номинатор                                                                                   | Код номинации |
| ---- | ------------------------------------------------------------------------------------------- | ------------- |
| 1926 | Хасинто Бенавенте-и-Мартинес (1866—1954) Испания 1922                                       | 17-0          |
| 1926 | Рикардо Леон-и-Роман (1877—1942) Испания Туринский университет                              | 17-1          |
| 1926 | Артуро Фаринелли (1867—1948) Италия Университет Бордо Франция                               | 17-2          |
| 1926 | Жорж Сиро (1870—1946) Франция Университет Бордо                                             | 17-3          |
| 1927 | Соломон Розенберг (1869—1934) США Калифорнийский университет в Лос-Анджелесе                | 22-0          |
| 1928 | Фредрик Вульф (1845—1930) Швеция Лундский университет                                       | 24-0          |
| 1928 | Родольфо Ленц (1863—1938) Чили Чилийская академия языка                                     | 24-1          |
| 1929 | Фредрик Вульф (1845—1930) Швеция Лундский университет                                       | 13-0          |
| 1929 | Профессора                                                                                  | 13-1          |
| 1930 | Габриэль Буссаголь (1880—1962) Франция Тулузский университет (бывший)                       | 1-0           |
| 1930 | Фредрик Вульф (1845—1930) Швеция Лундский университет                                       | 2-0           |
| 1931 | Фредрик Вульф (1845—1930) Швеция Лундский университет                                       | 4-0           |
| 1931 | Киприано Муньес-и-Манзано (1862—1933) Испания Королевская академия испанского языка         | 5-1           |
| 1931 | Джероменико Родригес Мария (1855—1943) Испания Королевская академия испанского языка        | 5-2           |
| 1931 | Антонио Рубио-и-Льюх (1856—1937) Каталония Королевская академия испанского языка            | 5-2           |
| 1931 | Рикардо Леон-и-Роман (1877—1942) Испания Королевская академия испанского языка              | 5-2           |
| 1931 | Леопольдо Гарай (1878—1963) Испания Королевская академия испанского языка                   | 5-2           |
| 1931 | Карлос Мария Кортесо (1850—1933) Испания Королевская академия испанского языка              | 5-2           |
| 1931 | Хуго Обермайер (1877—1946) Германия Королевская академия истории Испания                    | 5-3           |
| 1931 | Луис Редоне (1875—1972) Испания Королевская академия истории                                | 5-3           |
| 1931 | Альфред Бодрийяр (1859—1942) Франция Французская академия                                   | 5-4           |
| 1931 | Хасинто Бенавенте-и-Мартинес (1866—1954) Испания 1922                                       | 5-5           |
| 1931 | 49 членов Нобелевского Комитета Общества авторов Великобритания                             | 5-6           |
| 1932 | Джон Д. Фитцджеральд (1873—1946) США Аризонский университет                                 | 26-0          |
| 1932 | Рудольф Слабы (1885—1957) Чехословакия Карлов университет                                   | 26-1          |
| 1952 | Хасинто Бенавенте-и-Мартинес (1866—1954) Испания 1922 Королевская академия испанского языка | 2-1           |
| 1952 | Херардо Диего (1896—1987) Испания Королевская академия испанского языка                     | 2-2           |
| 1952 | Хосе Мария Пеман (1897—1981) Испания Королевская академия испанского языка                  | 2-3           |
| 1952 | Члены Королевской академии наук, литературы и изящных искусств, Кордоба Испания             | 2-4           |
| 1954 | Хасинто Бенавенте-и-Мартинес (1866—1954) Испания 1922                                       | 8-0           |

| Год  | Номинатор                                                  | Код номинации |
| ---- | ---------------------------------------------------------- | ------------- |
| 1903 | Сюлли Прюдом (1839—1907) Франция Французская академия 1901 | 13-0          |

| Год  | Номинатор                                                            | Код номинации |
| ---- | -------------------------------------------------------------------- | ------------- |
| 1926 | Бранислав Петронижевич (1875—1954) Югославия Белградский университет | 26-0          |
| 1927 | Бранислав Петронижевич (1875—1954) Югославия Белградский университет | 2-0           |
| 1939 | Бранко Попович (1882—1944) Югославия Белградский университет         | 1-0           |

| Год  | Номинатор                                                       | Код номинации |
| ---- | --------------------------------------------------------------- | ------------- |
| 1926 | Владимир Францев (1867—1942) Чехословакия Академия наук Богемии | 16-0          |

| Год  | Номинатор                                         | Код номинации |
| ---- | ------------------------------------------------- | ------------- |
| 1926 | Шарль Андлер (1866—1933) Франция Коллеж де Франс  | 24-0          |
| 1926 | Несколько французских профессоров Франция         | 24-0          |
| 1928 | Шарль Андлер <(1866—1933) Франция Коллеж де Франс | 1-0           |
| 1930 | Шарль Андлер (1866—1933) Франция Коллеж де Франс  | 3-0           |

| Год  | Номинатор | Код номинации |
| ---- | --- | ------------- |
| 1901 | Ион Гаванеску (1859—1949) Румыния Ясский университет                                                                         | 6-0           |
| 1901 | За книгу «Фундаментальные принципы истории» (1899) Оригинальный текст (фр.)«Les principes fondamentaux de l'histoire» (1899) |               |
| 1909 | Ион Гаванеску (1859—1949) Румыния Ясский университет                                                                         | 18-0          |

### Л
| Год  | Номинатор | Код номинации |
| ---- | --- | ------------- |
| 1909 | Фредерик Массон (1847—1923) Франция Французская академия                                                                              | 17-0          |
| 1910 | Фредерик Массон (1847—1923) Франция Французская академия                                                                              | 5-0           |
| 1912 | Ханс Хильдебранд (1842—1913) Швеция Шведская академия                                                                                 | 29-0          |
| 1913 | Фредерик Массон (1847—1923) Раймон Пуанкаре (1860—1934) Поль Эрвье (1857—1915) Марсель Прево (1862—1941) Франция Французская академия | 22-1          |
| 1913 | Ханс Хильдебранд (1842—1913) Швеция Шведская академия                                                                                 | 22-2          |

| Год  | Номинатор | Код номинации |
| ---- | --- | ------------- |
| 1904 | Харальд Хьерне (1848—1922) Швеция Шведская академия | 19-0          |
| 1905 | Антон Банг (1840—1913) Норвегия Норвежское королевское общество наук и литературы | 3-1           |
| 1905 | Адольф Нурен (1854—1925) Швеция Уппсальский университет | 3-2           |
| 1905 | Вальфрид Васениус (1848—1928) Финляндия Хельсинкский университет | 3-3           |
| 1905 | Фредрик Вульф (1845—1930) Швеция Лундский университет | 3-4           |
| 1906 | Антон Банг (1840—1913) Норвегия Норвежское королевское общество наук и литературы | 5-1           |
| 1906 | Адольф Нурен (1854—1925) Швеция Уппсальский университет | 5-2           |
| 1906 | Фредрик Вульф (1845—1930) Швеция Лундский университет | 5-3           |
| 1907 | Готтфрид Биллинг (1841—1925) Швеция Шведская академия | 12-1          |
| 1907 | Адольф Нурен (1854—1925) Швеция Уппсальский университет | 12-2          |
| 1907 | Фредрик Вульф (1845—1930) Швеция Лундский университет | 12-3          |
| 1908 | Адольф Нурен (1854—1925) Швеция Уппсальский университет | 5-1           |
| 1908 | Готтфрид Биллинг (1841—1925) Вальдемар Рудин (1833—1921) Клас Аннерстедт (1839—1927) Швеция Шведская академия | 5-2           |
| 1908 | Фредрик Вульф (1845—1930) Швеция Лундский университет | 5-3           |
| 1908 | Йохан Визинг (1855—1942) Швеция Королевское общество наук и литературы | 5-4           |
| 1908 | Карл Густав Эстландер (1834—1910) Финляндия Финское общество наук и литературы | 5-5           |
| 1908 | Карл Варбург (1852—1918) Швеция Нобелевская библиотека Шведской академии | 5-6           |
| 1909 | Готтфрид Биллинг (1841—1925) Клас Аннерстедт (1839—1927) Харальд Хьерне (1848—1922) Виталис Норстрём (1856—1916) Вальдемар Рудин (1833—1921) Альберт Геллерстедт (1836—1914) Карл Альфред Мелин (1849—1919) Швеция Шведская академия | 8-1           |
| 1909 | Адольф Нурен (1854—1925) Швеция Уппсальский университет | 8-2           |
| 1909 | Фредрик Вульф (1845—1930) Швеция Лундский университет | 8-3           |
| 1909 | Ханс Ланге (1863—1943) Дания Датская королевская академия наук и литературы | 8-4           |
| 1909 | Карл Варбург (1852—1918) Швеция Нобелевская библиотека Шведской академии | 8-5           |
| 1909 | Аксель Ольрик (1864—1917) Дания Датская королевская академия наук и литературы | 8-6           |
| 1909 | Эжен Левенгаупт (1849—1927) Швеция Шведская королевская академия словесности, истории и древностей | 8-7           |
| 1909 | Леопольд (Фриц) Леффлер (1847—1921) Эрик Брате (1857—1924) Швеция Шведская королевская академия словесности, истории и древностей | 8-8           |
| 1909 | Отто Сильван (1864—1954) Густав Седершёльд (1849—1928) Людвиг Ставенов (1864—1950) Йохан Визинг (1855—1942) Швеция Королевское общество наук и литературы                                                                            | 8-9           |
| 1909 | Эверт Врангель (1863—1940) Швеция Лундский университет | 8-10          |
| 1909 | Карл Карлсон Бонде (1850—1913) Швеция Шведская королевская академия словесности, истории и древностей | 21-0          |

| Год  | Номинатор                                             | Код номинации |
| ---- | ----------------------------------------------------- | ------------- |
| 1913 | Ханс Хильдебранд (1842—1913) Швеция Шведская академия | 24-0          |

| Год  | Номинатор                                                        | Код номинации |
| ---- | ---------------------------------------------------------------- | ------------- |
| 1904 | Жюль Кларети (1840—1913) Франция Французская академия            | 3-0           |
| 1904 | За роман «Иисус» (1903) Оригинальный текст (фр.)«Hiésous» (1903) |               |

| Год  | Номинатор                                                                                      | Код номинации |
| ---- | ---------------------------------------------------------------------------------------------- | ------------- |
| 1902 | Эммануэль Касадо-и-Салас Испания Толедский университет                                         | 4-0           |
| 1902 | За эпическую поэму «Сломленный» (1901) Оригинальный текст (исп.)«La rota (Canto épico)» (1901) |               |

| Год  | Номинатор | Код номинации |
| ---- | --- | ------------- |
| 1910 | Габриель Аното (1853—1944) Франция Французская академия                                                                                   | 9-0           |
| 1911 | 20 членов Французской академии Франция | 12-0          |
| 1912 | Поль Тюро-Данжен (1837—1913) Габриель Аното (1853—1944) Шарль де Фрейсине (1828—1923) Рене Базен (1853—1932) Франция Французская академия | 10-0          |
| 1912 | Габриель Аното (1853—1944) Франция Французская академия                                                                                   | 10-1          |
| 1912 | Шарль де Фрейсине (1828—1923) Франция Французская академия                                                                                | 10-2          |
| 1912 | Рене Базен (1853—1932) Франция Французская академия                                                                                       | 10-3          |
| 1913 | Габриель Аното (1853—1944) Франция Французская академия                                                                                   | 6-1           |
| 1913 | Эрнест Лависс (1842—1922) Франция Французская академия                                                                                    | 6-2           |

| Год  | Номинатор | Код номинации |
| ---- | --- | ------------- |
| 1901 | Кристиан Бирх-Рейхенвальд Аарс (1868—1917) Норвегия Норвежское королевское общество наук и литературы                                                                                                   | 23-0          |
| 1901 | За книги «Философия Толстого» (1899), «Социальная философия в театре Ибсена» (1900) Оригинальный текст (фр.)«La philosophie de Tolstoï» (1899), «La philosophie sociale dans le théâtre d'Ibsen» (1900) |               |

| Год  | Номинатор                                               | Код номинации |
| ---- | ------------------------------------------------------- | ------------- |
| 1910 | Эдит Несбит (1858—1924) Великобритания Общество авторов | 21-0          |

### М
| Год  | Номинатор                                            | Код номинации |
| ---- | ---------------------------------------------------- | ------------- |
| 1907 | Вальдемар Рудин (1833—1921) Швеция Шведская академия | 14-0          |

| Год  | Номинатор                                             | Код номинации |
| ---- | ----------------------------------------------------- | ------------- |
| 1924 | Герхарт Гауптман (1862—1946) Германия 1912            | 5-0           |
| 1928 | Андерс Эстерлинг (1884—1981) Швеция Шведская академия | 28-0          |
| 1929 | Андерс Эстерлинг (1884—1981) Швеция Шведская академия | 22-0          |
| 1948 | Яльмар Гулльберг (1898—1961) Швеция Шведская академия | 19-0          |
| 1948 | Эйнар Лёфстедт (1880—1955) Швеция Шведская академия   | 19-1          |

| Год  | Номинатор                                                                                                 | Код номинации |
| ---- | --- | ------------- |
| 1907 | Анхель Санчес-Рубио Ибаньес, маркиз де Валье-Амено (1852—1910) Испания Королевская академия юриспруденции | 16-0          |

| Год  | Номинатор                                         | Код номинации |
| ---- | ------------------------------------------------- | ------------- |
| 1914 | Арност Краус (1859—1943) Чехия Карлов университет | 1-0           |
| 1914 | Ряд профессоров Карлова университета Чехия        | 1-0           |
| 1915 | Профессора Карлова университета Чехия             | 10-0          |

| Год  | Номинатор                                                | Код номинации |
| ---- | -------------------------------------------------------- | ------------- |
| 1927 | Георг Виттрок (1876—1957) Швеция Уппсальский университет | 10-0          |

| Год  | Номинатор | Код номинации |
| ---- | --- | ------------- |
| 1901 | Габриель Моно (1844—1912) Франция Институт Франции | 25-0          |
| 1901 | За книги «Воспоминания идеалистки» (1869-76), "Идеалистка на закате жизни: дополнение к «Воспоминаниям идеалистки» (1898), «Оттенки настроений» (1879) Оригинальный текст (нем.)«Memoiren einer Idealistin» (1869-76), «Der Lebensabend einer Idealistin: Nachtrag zu den «Memoiren einer Idealistin» (1898), «Stimmungsbilder» (1879) |               |

| Год  | Номинатор                                              | Код номинации |
| ---- | ------------------------------------------------------ | ------------- |
| 1914 | Луи Дюшен (1843—1922) Франция Французская академия     | 17-0          |
| 1923 | Луиджи Луццатти (1841—1927) Италия Римский университет | 10-0          |

| Год  | Номинатор                                           | Код номинации |
| ---- | --------------------------------------------------- | ------------- |
| 1911 | Рене Базен (1853—1932) Франция Французская академия | 2-0           |

| Год  | Номинатор                                                                                                 | Код номинации |
| ---- | --- | ------------- |
| 1903 | Мигель Мир (1841—1912) Испания Испанская королевская академия                                             | 1-1           |
| 1903 | Франсиско Коммелеран (1848—1919) Испания Испанская королевская академия                                   | 1-2           |
| 1905 | 24 члена Испанской королевской академии Испания                                                           | 10-0          |
| 1907 | Анхель Санчес-Рубио Ибаньес, маркиз де Валье-Амено (1852—1910) Испания Королевская академия юриспруденции | 15-0          |
| 1910 | 4 члена Испанской королевской академии Испания                                                            | 11-0          |

| Год  | Номинатор                                                                 | Код номинации |
| ---- | ------------------------------------------------------------------------- | ------------- |
| 1902 | Оливер Элтон (1861—1945) Великобритания Ливерпульский университет         | 19-1          |
| 1902 | Мэри Огаста Уорд (1851—1920) Великобритания Объединённое Общество авторов | 19-2          |
| 1902 | Уолтер Рэли (1861—1922) Великобритания Университет Глазго                 | 19-3          |
| 1903 | 3 члена Нобелевского комитета Общества авторов Великобритания             | 21-0          |
| 1904 | 3 члена Объединённого Общества авторов Великобритания                     | 14-0          |
| 1906 | Джон Кольер (1850—1934) Великобритания Общество авторов                   | 12-0          |
| 1907 | Мэри Огаста Уорд (1851—1920) Великобритания Объединённое Общество авторов | 6-0           |

| Год  | Номинатор                                                          | Код номинации |
| ---- | ------------------------------------------------------------------ | ------------- |
| 1914 | Нестор Котляревский (1863—1925) Россия Императорская Академия наук | 4-0           |
| 1915 | Карл Альфред Мелин (1849—1919) Швеция Шведская академия            | 12-0          |
| 1930 | Сигурд Агрелл (1881—1937) Швеция Лундский университет              | 29-0          |
| 1931 | Сигурд Агрелл (1881—1937) Швеция Лундский университет              | 17-0          |
| 1932 | Сигурд Агрелл (1881—1937) Швеция Лундский университет              | 4-0           |
| 1933 | Сигурд Агрелл (1881—1937) Швеция Лундский университет              | 3-0           |
| 1934 | Сигурд Агрелл (1881—1937) Швеция Лундский университет              | 21-0          |
| 1935 | Сигурд Агрелл (1881—1937) Швеция Лундский университет              | 26-0          |
| 1936 | Сигурд Агрелл (1881—1937) Швеция Лундский университет              | 24-0          |
| 1937 | Сигурд Агрелл (1881—1937) Швеция Лундский университет              | 31-0          |

| Год  | Номинатор                                                                                    | Код номинации |
| ---- | -------------------------------------------------------------------------------------------- | ------------- |
| 1903 | Анатоль Франс (1844—1924) Франция Французская академия 1921                                  | 4-3 6-0       |
| 1904 | Поль Тома (1852—1937) Бельгия Гентский университет                                           | 2-0           |
| 1909 | Большое количество бельгийских профессоров и членов Бельгийской королевской академии Бельгия | 6-0 6-1       |
| 1909 | Эрнест Дискай (1837—1914) Бельгия Бельгийская королевская академия                           | 7-1           |
| 1910 | Карл Бильдт (1850—1931) Швеция Шведская академия                                             | 12-0          |
| 1911 | Карл Бильдт (1850—1931) Швеция Шведская академия                                             | 6-0           |

| Год  | Номинатор | Код номинации |
| ---- | --- | ------------- |
| 1901 | Эдуард Кошвиц (1851—1904) Германия Марбургский университет | 11-1          |
| 1901 | Ян Ярник (1848—1923) Чехия Карлов университет | 11-1          |
| 1901 | Адольф Муссафиа (1835—1905) Австрия Венский университет | 11-1          |
| 1901 | Карл Фольмёллер (1848—1922) Германия Гёттингенский университет | 11-1          |
| 1901 | Альфонс Кисснер (1844—1928) Германия Кёнигсбергский университет | 11-1          |
| 1901 | Готфрид Байст (1853—1920) Германия Фрайбургский университет | 11-1          |
| 1901 | Карл Форецш (1867—1947) Германия Тюбингенский университет | 11-1          |
| 1901 | Маттиас Фридвагнер (1861—1940) Австрия Черновицкий университет | 11-1          |
| 1901 | Генрих Шнееганс (1863—1914) Германия Вюрцбургский университет | 11-1          |
| 1901 | Герман Сушье (1848—1914) Германия Галле-Виттенбергский университет | 11-1          |
| 1901 | Фриц Нейман (1854—1934) Германия Гейдельбергский университет | 11-1          |
| 1901 | Вильгельм Клётта (1857—1911) Германия Йенский университет | 11-1          |
| 1901 | Теодор Гартнер (1843—1925) Австрия Инсбрукский университет | 11-1          |
| 1901 | Альберт Штимминг (1846—1922) Германия Гёттингенский университет | 11-1          |
| 1901 | Гуго Шухардт (1842—1927) Австрия Грацский университет | 11-1          |
| 1901 | Густав Грёбер (1844—1911) Германия Страсбургский университет | 11-1          |
| 1901 | Эдуард Бёмер (1827—1906) Германия Страсбургский университет | 11-1          |
| 1901 | Эрнест Мериме (1846—1924) Франция Тулузский университет | 11-1          |
| 1901 | Эжен Риттер (1836—1928) Швейцария Женевский университет | 11-1          |
| 1901 | Леопольд Констанс (1845—1916) Франция Университет Экс-Марсель | 11-1          |
| 1901 | Поль Мейер (1840—1917) Франция Коллеж де Франс | 11-1          |
| 1901 | Леон Кледа (1851—1930) Франция Лионский университет | 11-2          |
| 1901 | Андре Дюма (1874—1943) Франция Общество изучения Верхних Альп | 11-3          |
| 1901 | Карл Аппель (1857—1934) Германия Силезский университет Фридриха Вильгельма | 11-4          |
| 1901 | Юлиус Корну (1849—1919) Чехия Немецкий университет Карла-Фердинанда | 11-5          |
| 1901 | За книги «Сочинения: тексты и переводы» (тт. 1—5, 1859—1897), «Мирей» (1859), «Календаль» (1867), «Золотые острова» (1875), «Королева Жанна: провансальская трагедия» (1890), «Поэма Роны: в 12 песнях» (1897), «Нерто» (1884) Оригинальный текст (фр.)«Œuvres, texte et traduction» (vol. 1—5, 1859-1897), «Mirèio» (1859), «Calendau» (1867), «Les îles d'or» (1875), «La Rèino Jano, tragédi prouvençalo» (1890), «Lou pouèmo dóu Rose, en XII cant» (1897), «Nerto» (1884) |               |
| 1902 | Фредрик Вульф (1845—1930) Швеция Лундский университет | 11-1          |
| 1902 | Эдуард Кошвиц (1851—1904) Германия Кёнигсбергский университет | 11-2          |
| 1902 | За поэму «Мирей» (1859) и стихотворение «Возрождение» (1900) Оригинальный текст (фр.)«Mirèio» (1859), «La Respelido» (1900) |               |
| 1903 | Гастон Парис (1839—1903) Франция Французская академия | 8-1           |
| 1903 | Пер Гейер (1841—1919) Швеция Уппсальский университет | 8-2           |
| 1903 | Карл Валунд (1846—1913) Швеция Уппсальский университет | 8-3           |
| 1903 | Фредрик Вульф (1845—1930) Швеция Лундский университет | 8-4 11-2      |
| 1904 | Карл Валунд (1846—1913) Швеция Уппсальский университет | 6-1           |
| 1904 | Пер Гейер (1841—1919) Швеция Уппсальский университет | 6-2           |

| Год  | Номинатор | Код номинации |
| ---- | --- | ------------- |
| 1902 | 18 членов Прусской королевской академии наук Германия                                                              | 25-0          |
| 1902 | За книгу «История Рима» (тт. 1—3, 5, 1854-85) Оригинальный текст (нем.)«Römische Geschichte» (Bd. 1—3, 5, 1854-85) |               |

| Год  | Номинатор                                                 | Код номинации |
| ---- | --------------------------------------------------------- | ------------- |
| 1925 | Натан Сёдерблум (1866—1931) Швеция Шведская академия 1930 | 14-0          |

| Год  | Номинатор | Код номинации |
| ---- | --- | ------------- |
| 1902 | Элис Стопфорд-Грин (1847—1929) Ирландия Объединённое Общество авторов                                                  | 20-0          |
| 1904 | Джон Леббок, лорд Эйвбери (1834—1913) Великобритания Объединённое Общество авторов                                     | 13-1          |
| 1904 | Джон Лели (1839—1907) Великобритания Объединённое Общество авторов                                                     | 13-2          |
| 1904 | За книгу «Жизнь Уильяма Юарта Гладстона» (1903) Оригинальный текст (англ.)«The Life of William Ewart Gladstone» (1903) |               |
| 1905 | Джон Леббок, лорд Эйвбери (1834—1913) Великобритания Английское Общество авторов                                       | 7-0           |
| 1906 | Джон Леббок, лорд Эйвбери (1834—1913) Великобритания Общество авторов                                                  | 11-0          |
| 1907 | 15 членов Объединённого Общества авторов Великобритания                                                                | 5-0           |
| 1908 | 12 членов Объединённого Общества авторов Великобритания                                                                | 7-0           |
| 1909 | 8 членов Британского Общества авторов Великобритания                                                                   | 13-0          |
| 1910 | 28 членов Общества авторов Великобритания                                                                              | 18-0          |
| 1911 | 21 член Общества авторов Великобритания                                                                                | 20-0          |
| 1913 | Джон Леббок, лорд Эйвбери (1834—1913) Великобритания Королевское литературное общество                                 | 19-0          |

| Год  | Номинатор | Код номинации |
| ---- | --- | ------------- |
| 1902 | Джон Рис (1840—1915) Томас Герберт Уоррен (1853—1930) Томас Фаулер (1832—1904) Томас Холланд (1835—1926) Великобритания Оксфордский университет     | 14-0          |
| 1902 | За книгу «Сочинения» (1901) и сборник стихов «Сбор урожая» (1900) Оригинальный текст (англ.)«The Works» (1901), «Harvest-Tide» (1900)               |               |
| 1903 | Томас Фаулер (1832—1904) Великобритания Колледж Корпус-Кристи (Оксфорд)                                                                             | 10-1          |
| 1903 | Джон Рис (1840—1915) Великобритания Оксфордский университет                                                                                         | 10-2          |
| 1903 | Томас Герберт Уоррен (1853—1930) Великобритания Колледж Магдалины (Оксфорд)                                                                         | 10-3          |
| 1903 | За поэму «Эпос царства мёртвых» (1876-77) и другие поэтические произведения Оригинальный текст (англ.)«The Epic of Hades» (1876-77) and other poems |               |
| 1904 | Томас Фаулер (1832—1904) Великобритания Колледж Корпус-Кристи (Оксфорд)                                                                             | 12-1          |
| 1904 | Джон Рис (1840—1915) Великобритания Оксфордский университет                                                                                         | 12-2          |
| 1904 | Томас Герберт Уоррен (1853—1930) Великобритания Колледж Магдалины (Оксфорд)                                                                         | 12-3          |
| 1904 | За поэму «Эпос царства мёртвых» (1876-77) Оригинальный текст (англ.)«The Epic of Hades» (1876-77)                                                   |               |
| 1905 | Уильям Коллес (1865—1926) Великобритания Английское общество авторов                                                                                | 6-0           |
| 1906 | Уильям Джексон (1838—1931) Великобритания Эксетер-колледж (Оксфорд)                                                                                 | 1-1           |
| 1906 | Томас Робертс (1860—1919) Великобритания Университетский колледж Уэльса                                                                             | 1-2           |
| 1906 | Фрэнсис Сент-Джон Теккерей (1832—1919) Великобритания Итонский колледж                                                                              | 1-3           |
| 1906 | Джон Рис (1840—1915) Великобритания Британская академия                                                                                             | 1-4           |
| 1906 | Томас Герберт Уоррен (1853—1930) Великобритания Колледж Магдалины (Оксфорд)                                                                         | 1-5           |
| 1907 | Джон Рис (1840—1915) Великобритания Оксфордский университет                                                                                         | 19-1          |
| 1907 | Томас Герберт Уоррен (1853—1930) Великобритания Оксфордский университет                                                                             | 19-2          |
| 1907 | Уильям Джексон (1838—1931) Великобритания Оксфордский университет                                                                                   | 19-3          |

### Н
| Год  | Номинатор                                                    | Код номинации |
| ---- | ------------------------------------------------------------ | ------------- |
| 1926 | Микеле Шерилло (1860—1930) Италия Миланский университет      | 13-0          |
| 1927 | Микеле Шерилло (1860—1930) Италия Миланский университет      | 18-0          |
| 1927 | Джузеппе Боргезе (1882—1952) Италия Миланский университет    | 18-1          |
| 1927 | Джузеппе Галлаврези (1879—1937) Италия Миланский университет | 18-2          |
| 1927 | Витторио Росси (1865—1938) Италия Римский университет        | 18-3          |

| Год  | Номинатор                                                                           | Код номинации |
| ---- | ----------------------------------------------------------------------------------- | ------------- |
| 1924 | Адольф Фонан (1873—1940) Норвегия Норвежское Королевское общество наук и литературы | 15-0          |

| Год  | Номинатор                                                                                       | Код номинации |
| ---- | ----------------------------------------------------------------------------------------------- | ------------- |
| 1906 | Генри Лэтроп (1867—1936) США Висконсинский университет                                          | 10-0          |
| 1906 | За сборник стихов «Первосвященники» (1905) Оригинальный текст (англ.)«The First Wardens» (1905) |               |

| Год  | Номинатор | Код номинации |
| ---- | --- | ------------- |
| 1901 | Мариано Каталина-и-Кобо (1842—1913) Испания Испанская королевская академия | 17-0          |
| 1901 | За поэму «Вознесём сердца!» (1900) Оригинальный текст (исп.)«Sursum Corda!» (1900) |               |
| 1902 | Мариано Каталина-и-Кобо (1842—1913) Хуан Валера-и-Алькала Гальяно (1824—1905) Испания Испанская королевская академия | 17-0          |
| 1902 | За книгу «Драматические сочинения» (1879), сборник стихов «Боевые кличи» (1875), поэму «Тёмная чаща» (1879) Оригинальный текст (исп.)«Obras dramáticas» (1879), «Gritos del combate: Poesías» (1875), «La selva oscura: Poema» (1879) |               |
| 1903 | Энрике де Сааведра де Ривас (1828—1914) Испания Испанская королевская академия | 12-1          |
| 1903 | Хуан Валера-и-Алькала Гальяно (1824—1905) Испания Испанская королевская академия | 12-2          |
| 1903 | Мариано Каталина-и-Кобо (1842—1913) Испания Испанская королевская академия | 12-3          |
| 1903 | За поэму «Вознесём сердца!» (1900) Оригинальный текст (исп.)«Sursum Corda!» (1900) |               |